# Svensboda
Svensboda är en småort i Riala socken i Norrtälje kommun, Stockholms län. 